# Liste der Biografien/Braw
Liste der Biografien |
Portal Biografien |
Personensuche
# |
A |
B |
C |
D |
E |
F |
G |
H |
I |
J |
K |
L |
M |
N |
O |
P |
Q |
R |
S |
T |
U |
V |
W |
X |
Y |
Z |
?
 
Ba |
Be |
Bd |
Bg |
Bh |
Bi |
Bj |
Bl |
Bm |
Bn |
Bo |
Br |
Bs |
Bu |
Bw |
By |
Bz
 
Bra |
Brc |
Brd |
Bre |
Brg |
Bri |
Brj |
Brk |
Brl |
Brn |
Bro |
Brp–Brt |
Bru |
Brv |
Bry |
Brz
 
Braa |
Brab |
Brac |
Brad |
Brae |
Braf |
Brag |
Brah |
Brai |
Braj |
Brak |
Bral |
Bram |
Bran |
Brao |
Braq |
Brar |
Bras |
Brat |
Brau |
Brav |
Braw |
Brax |
Bray |
Braz
Die Liste der Biografien führt alle Personen auf, die in der deutschsprachigen Wikipedia einen Artikel haben. Dieses ist eine Teilliste mit 16 Einträgen von Personen, deren Namen mit den Buchstaben „Braw“ beginnt.

## Braw

### Brawa
- Brawa, Alena (* 1966), belarussische Schriftstellerin
- Brawand, Dany (1934–2012), Schweizer Industriedesigner
- Brawand, Leo (1924–2009), deutscher Journalist und Autor
- Brawand, Marcel (1907–1991), Schweizer Politiker (SP)
- Brawand, Samuel (1898–2001), Schweizer Politiker (SP) und Bergsteiger

### Brawe
- Brawe, Gerhard Matthäus Friedrich (1745–1787), deutscher Mediziner und Autor
- Brawe, Joachim von (1663–1740), deutscher Diplomat
- Brawe, Joachim Wilhelm von (1738–1758), deutscher Dramatiker
- Brawerman, Avischai (* 1948), israelischer Politiker
- Brawerman, Emmanuil Markowitsch (1931–1977), sowjetischer Mathematiker, Kybernetiker, Informatiker und Hochschullehrer

### Brawl
- Brawley, Harry (1876–1954), US-amerikanischer Marathonläufer
- Brawley, Mark R. (* 1960), US-amerikanischer Politik- und Wirtschaftswissenschaftler
- Brawley, Tawana (* 1971), US-amerikanische Klägerin in einem Vergewaltigungsprozess
- Brawley, William H. (1841–1916), US-amerikanischer Jurist und Politiker

### Brawn
- Brawn, Richard († 1740), englisch-russischer Schiffbauer
- Brawn, Ross (* 1954), britischer Motorsportmanager, Teamchef des Formel-1-Teams Mercedes GPRoss Brawn (* 1954)

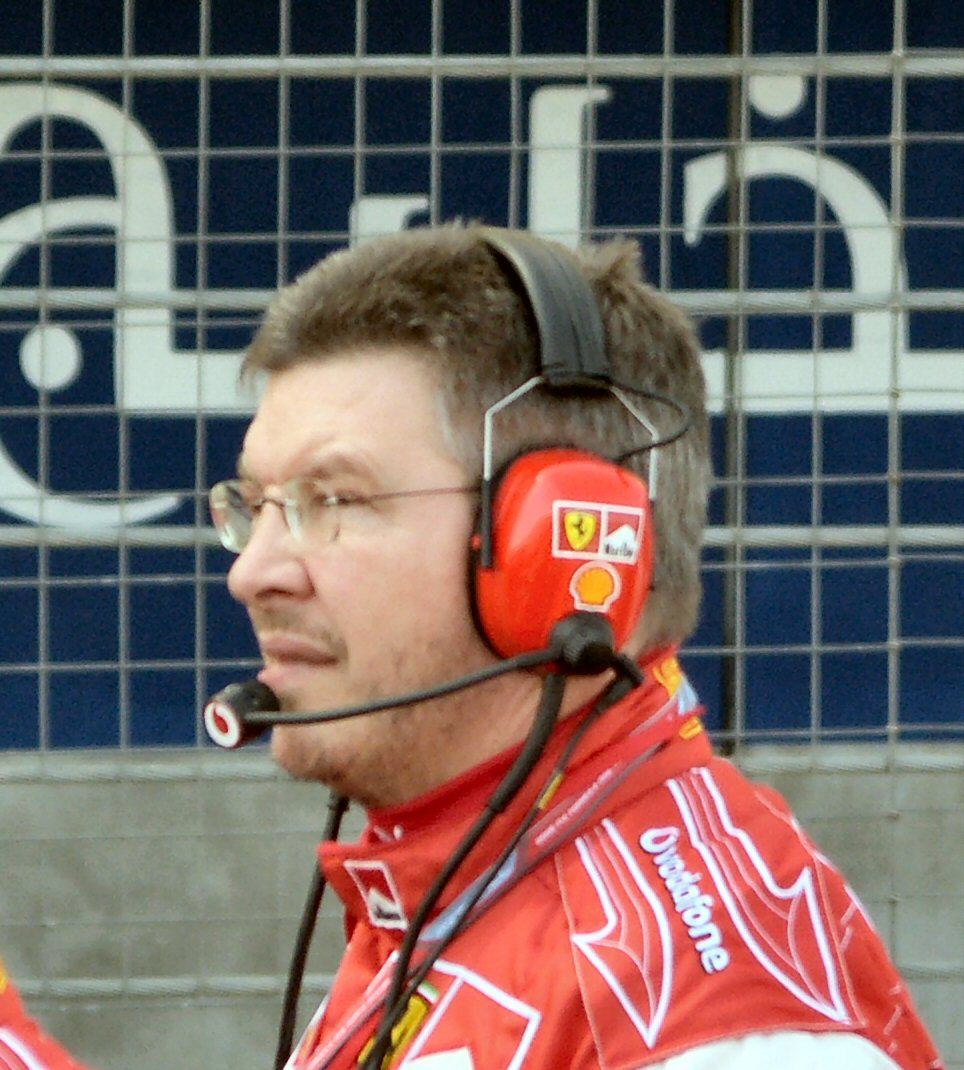
Ross Brawn (* 1954)